# Gertrude Harding
Gertrude Menzies Harding (1889-1977) est une militante féministe canadienne. Elle a été membre du Women's Social and Polical Union et a notamment été à la tête du Bodyguard, un groupe de suffragettes chargé de la sécurité des militantes lors des manifestations.

## Enfance
Gertrude Harding naît an 1889 à Welsford, dans le New Brunswick, où elle passe une partie de son enfance. Après un séjour à Hawaii, elle s'installe à Londres en 1912 avec sa sœur Nellie Waterhouse. Très vite, elle y assiste à des manifestations des Suffragettes qui réclament le droit de vote pour les femmes, et décide de rejoindre le mouvement.

## Engagement au sein des Suffragettes

### Contexte
Le Women's Social and Polical Union (W.S.P.U.) est alors dirigé par Emmeline Pankhurst et ses deux filles, Christabel et Sylvia. Les Suffragettes sont régulièrement arrêtées et emprisonnées, et entreprennent des grèves de la faim pour protester contre le refus de les traiter comme des prisonnières politiques. Les autorités réagissent en nourrissant de force les grévistes, mais, devant les protestations, le gouvernement fait passer une loi, connue sous le nom de Cat and Mouse Act : les grévistes sont relâchées puis arrêtées de nouveau dès que leur santé le permet.

### LeBodyguard
Gertrude Harding s'illustre très tôt avec la destruction d'une serre d'orchidées dans les jardins royaux de Kew Gardens, où elle pénètre avec Lilian Lenton. Le saccage est attribué à des hommes par les autorités qui n'imaginent pas une femme capable d'escalader le mur d'enceinte.
En 1913, en réaction au Cat and Mouse Act, Sylvia Pankhurst demande la création d'un service de sécurité pour protéger les Suffragettes des forces de l'ordre. Le Bodyguard est ainsi créé, et Gertrude Harding en prend la tête. Son rôle est d'assurer la sécurité des manifestantes et empêcher l'arrestation de Mrs. Pankhurst et des autres Suffragettes. Edith Garrud prend en charge la formation des membres du Bodyguard en les formant au ju-jitsu et au maniement de massues, qu'elles portent sous leur robe lors des manifestations.

### Première Guerre mondiale
Lors de la Première Guerre mondiale, Emmeline Pankhurst décide de suspendre les activités du W.S.P.U. et de dissoudre le Bodyguard. Elle appelle les Anglaises à soutenir l'effort de guerre national. Gertrude Harding prend alors en charge l'édition du journal des Suffragettes, et travaille en tant qu'assistante sociale auprès des femmes travaillant dans les usines de fabrication de munitions. Elle sera également la secrétaire personnelle de Christabel Pankhurst pendant son exil à Paris en 1915.
Gertrude Harding rentre au Canada en 1920 puis travaille comme assistante sociale à Plainfield, dans le New Jersey pendant 13 ans. Elle meurt d'un cancer en 1977 à Rothesay, dans le New Brunswick.